# Reichsbahndirektion Dresden

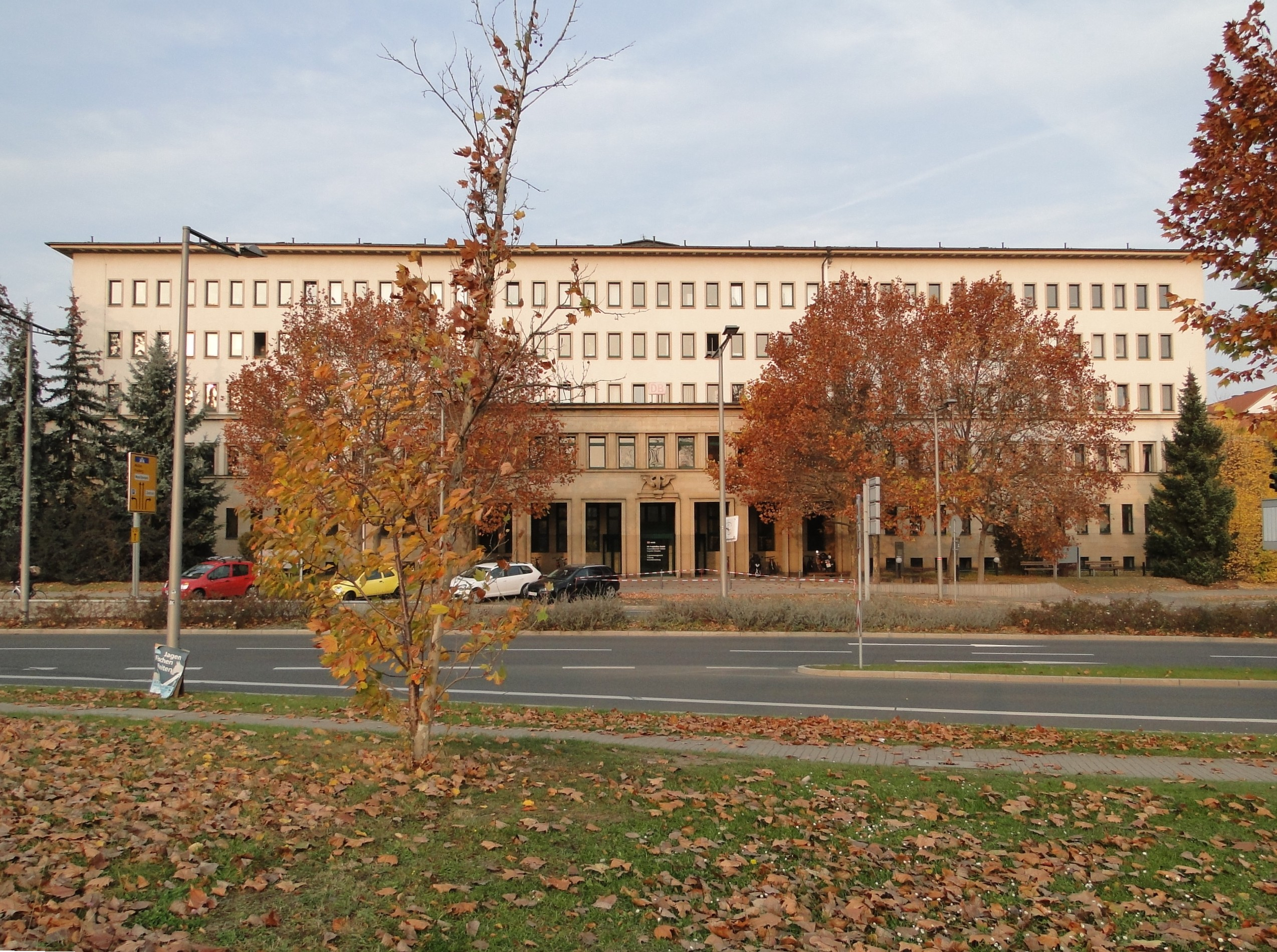
Dresden, Ammonstraße 8, von 1948 bis 1993 Sitz der Reichsbahndirektion Dresden, 2011 zu DB Netz gehörend (2011)

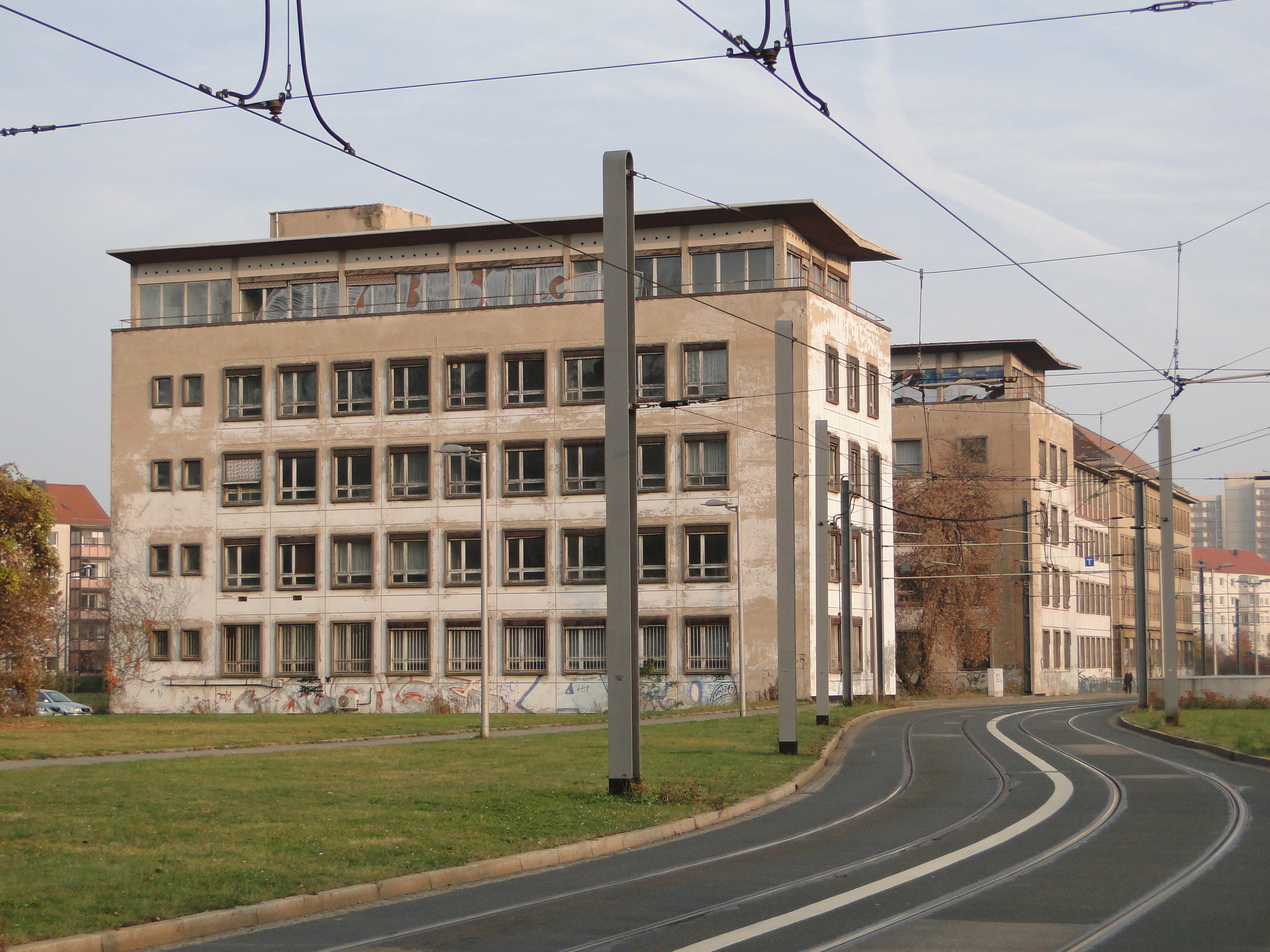
Gebäude der größten Außenstelle der Reichsbahndirektion Dresden an der Wiener Straße

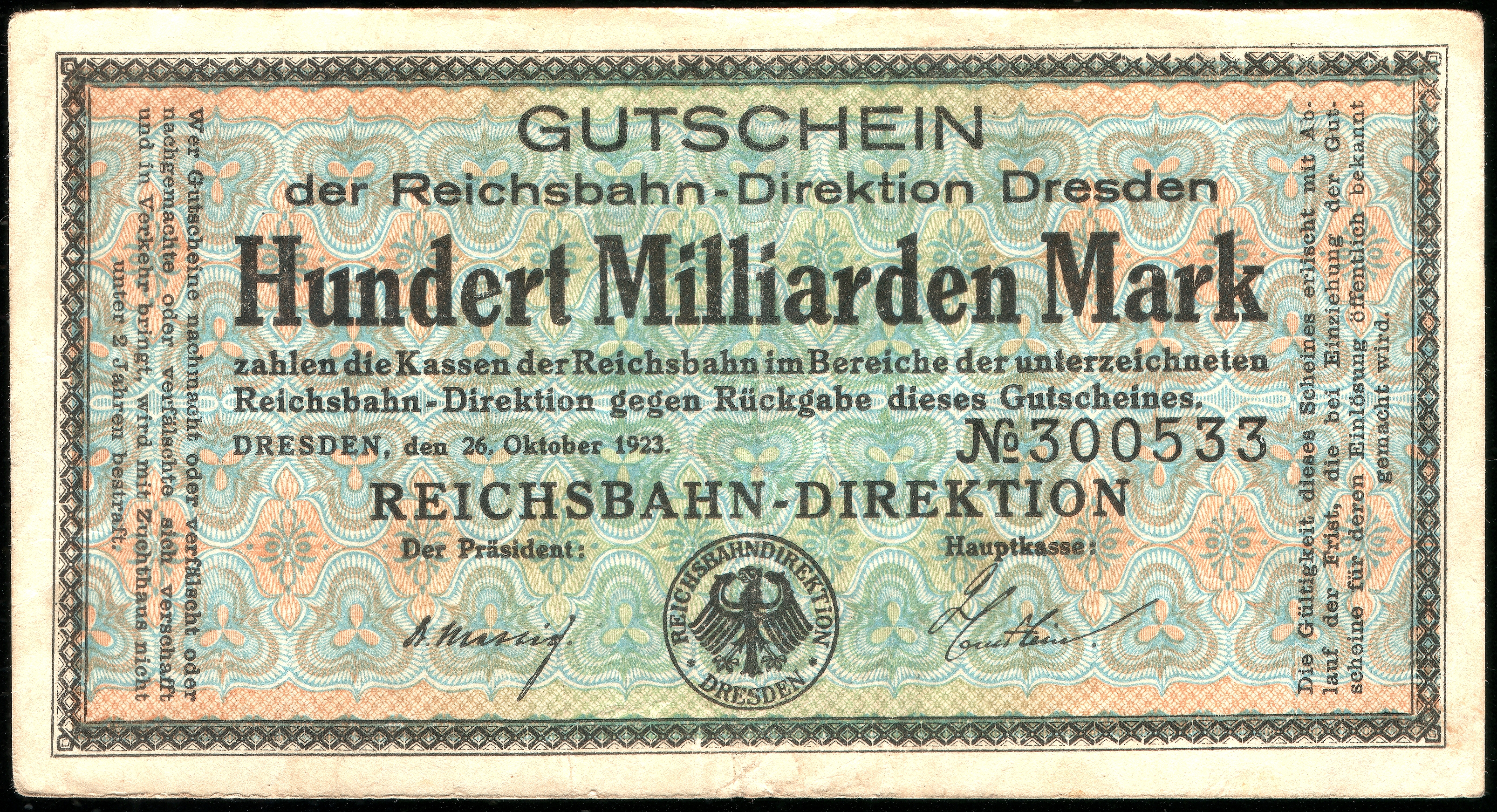
Notgeldschein 100 Milliarden Mark, herausgegeben 1923 von der Reichsbahndirektion Dresden

Die Reichsbahndirektion Dresden (abgekürzt anfangs mit RBD, später mit Rbd Dresden) war ein Verwaltungsbezirk der Deutschen Reichsbahn. Sie verwaltete die staatlichen Eisenbahnstrecken des Landes Sachsen, einzige Ausnahmen war die Gegend um Leipzig, deren Staatsbahnstrecken als Reichsbahnamt Leipzig zum Verwaltungsgebiet der Reichsbahndirektion Halle gehörten.

## Geschichte
In Dresden wurde am 1. August 1848 die „Königliche Direction der Sächsisch-Böhmischen Staatseisenbahn“ gegründet. Ab 1858 fungierte sie als Königliche Direktion der östlichen Staatseisenbahnen, während sich in Leipzig der Sitz der Königlichen Direktionen der westlichen Staatseisenbahnen befand. Diese beiden Direktionen wurden am 1. Juli 1869 zur „Königlichen Generaldirection der sächsischen Staatseisenbahnen“ mit Sitz in Dresden zusammengefasst. Nach der Abschaffung der Monarchie im November 1918 bezeichnete sich die Eisenbahnverwaltung als „Generaldirektion der sächsischen Staatseisenbahnen“, ab 1922 als Reichsbahndirektion Dresden (RBD).
Am 31. Januar 1929 wird die Verwaltungsstruktur der RBD Dresden grundlegend geändert und denen der üblichen Reichsbahndirektionen angepasst. Das Gebiet der RBD Dresden erstreckte sich über das Gebiet des Landes Sachsen zunächst lediglich mit Ausnahme des Leipziger Umlandes, das seit dem 1. Oktober 1934 der RBD Halle zugeordnet war.
Nach dem Anschluss des Sudetenlandes im Oktober 1938 übernahm die RBD Dresden am 10. Oktober auch alle sudetendeutschen Eisenbahnstrecken zwischen Karlsbad und Reichenberg samt den dort befindlichen Bahnbetriebswerken.
Nach der bedingungslosen Kapitulation der Deutschen Wehrmacht am 8. Mai 1945 ruhte der Verkehr. Am 14. Mai 1945 nahm die Reichsbahndirektion Dresden ihre Tätigkeit wieder auf. Es erfolgte die Rückgabe der nordböhmischen Strecken und Bahnbetriebswerke an die ČSD. Die Strecken in Westsachsen, die im April 1945 von US-amerikanischen Streitkräften besetzt worden waren, verwaltete die am 27. Mai 1945 eingerichtete Reichsbahndirektion Zwickau, die 1 1⁄2 Monate existierte. Mit dem Rückzug der Amerikaner gemäß den Vereinbarungen der Konferenz von Jalta wurde die RBD Zwickau am 5. Juli 1945 aufgelöst und gelangten alle dortigen Strecken in den Bereich der RBD Dresden zurück.
Per 1. April 1949 übernahm die Deutschen Reichsbahn die Betriebsführung der ehemaligen Privat- und Kleinbahnen auf dem Gebiet der sowjetischen Besatzungszone, allerdings gab es durch den staatlich forcierten Eisenbahnbau im Königreich Sachsen im Gegensatz zu anderen Gebieten der im Oktober 1949 gegründeten DDR auf dem Gebiet des Landes Sachsen nur wenige derartige Bahnen – im Schwerpunkt in dem Teil der Oberlausitz, der von 1815 bis 1945 zu Preußen gehörte.
Per Weisung der Generaldirektion der Deutschen Reichsbahn war die Bezeichnung Reichsbahndirektion ab Juni 1951 mit Rbd abzukürzen.
Im Frühjahr 1955 veränderte die Deutschen Reichsbahn die Grenzen mehrere Reichsbahndirektionen. Dabei übernahm die Rbd Dresden von der Rbd Erfurt den Bereich Gera, im Gegenzug gab sie den Bereich des Reichsbahnamtes Bautzen, der auch die Regionen Zittau und Görlitz umfasste, zur 1945 gegründeten Rbd Cottbus. Die Zuordnung der Strecken um Gera wurde 1976 rückgängig gemacht.
Am 15. Oktober 1990 wurde die Rbd Cottbus aufgelöst und die Strecken um Bautzen, Görlitz und Zittau gelangten wieder in den Verwaltungsbereich der Rbd Dresden. Im Zuge der Anfang der 1990er Jahre beschlossenen Bahnreform wurde die Rbd Dresden per 1. Januar 1994 aufgelöst und an die neu geschaffenen Regionalbereiche der Deutsche Bahn AG aufgeteilt.

## Sitz
Ab 1869 bis 1898 saß die Generaldirektion im Gebäude des Böhmischen Bahnhofes in Dresden. Im Rahmen der Neugestaltung der Bahnanlagen in Dresden wurde in der Wiener Straße 4 ein neues Direktionsgebäude errichtet. Der Einzug in dieses Gebäude erfolgte 1898. Während der Bombardierung Dresdens 1945 wurde dieses Gebäude zerstört. In der Zeit von 1945 bis 1948 nutzte die Direktion die Gebäude in der Hansastraße 4. Von 1948 bis 1993 hatte die Reichsbahndirektion dann ihren Sitz im früheren Gebäude der Landesbauernschaft Sachsen in der Ammonstraße 8 in Dresden. Der Erweiterungsbau an der Wiener Straße 5b wurde in den 1930er Jahren als Außenstelle der Reichsbahndirektion Dresden errichtet. Da die Zerstörungen während der Luftangriffe auf Dresden schnell beseitigt werden konnten, wurde es danach wieder als solche genutzt.

## Strecken
Der Direktionsbezirk war von einem dichten Netz normal- und schmalspuriger Strecken durchzogen. Am bedeutendsten waren die Strecken:
- Leipzig–Dresden (die ehemalige Leipzig-Dresdner Eisenbahn)
- (Berlin–)Elsterwerda–Dresden
- Görlitz–Bischofswerda–Dresden
- (Prag–)Děčín–Dresden
- Dresden–Chemnitz–Werdau (Teilstück der Sachsen-Franken-Magistrale)
- Leipzig–Plauen–Hof (die ehemalige Sächsisch-Bayerische Eisenbahn)

Streckenbestand 1933:
- Hauptbahnen: ~ 1545 km
- Nebenbahnen: ~ 1360 km

Streckenbestand 1940:
- Hauptbahnen: ~ 2205 km
- Nebenbahnen: ~ 2125 km

## Fahrzeugeinsatz

### Fahrzeugbestand
Fahrzeugbestand 1935:
- Dampflokomotiven: 1160
- Diesellokomotiven: 87 (ausschließlich Kleinloks)
- Dieseltriebwagen: 14

Fahrzeugbestand 1940:
- Dampflokomotiven: 1686
- Diesellokomotiven: 91 (ausschließlich Kleinloks)
- Dieseltriebwagen: 116

### Bahnbetriebswerke
Folgende Bahnbetriebswerke befanden sich in der Rbd Dresden:
- Bw Adorf
- Bw Arnsdorf
- Bw Aue
- Bw Bad Schandau
- Bw Bautzen
- Bw Bischofswerda
- Bw Buchholz
- Bw Chemnitz Hbf
- Bw Chemnitz-Hilbersdorf
- Bw Dresden
- Bw Dresden-Altstadt
- Bw Dresden-Friedrichstadt
- Bww Dresden-Altstadt
- Bw Dresden-Pieschen
- Bw Döbeln
- Bw Falkenstein
- Bw Flöha
- Bw Freiberg
- Bw Glauchau
- Bw Görlitz
- Bw Greiz
- Bw Kamenz
- Bw Kirchberg (nur für Schmalspurlokomotiven)
- Bw Löbau
- Bw Mügeln (nur für Schmalspurlokomotiven)
- Bw Nossen
- Bw Pirna
- Bw Pockau-Lengefeld
- Bw Reichenbach
- Bw Riesa
- Bw Rochlitz
- Bw Schwarzenberg
- Bw Thum (nur für Schmalspurlokomotiven)
- Bw Werdau
- Bw Wilsdruff (nur für Schmalspurlokomotiven)
- Bw Zittau
- Bw Zwickau

Dazu kamen in den Jahren von 1938 bis 1945 noch folgende Bahnbetriebswerke im Sudetenland:
- Bw Aussig
- Bw Bodenbach
- Bw Böhmisch Leipa
- Bw Brüx
- Bw Falkenau
- Bw Karlsbad
- Bw Komotau
- Bw Reichenberg
- Bw Saatz
- Bw Tetschen

## Generaldirektoren und Präsidenten
- Otto Julius von Tschirschky und Bögendorff: von 1869 bis 1887
- Ewald Alexander Hoffmann: von 1887 bis 1898
- Karl von Kirchbach: von 1899 bis 1910, ab 1909 Präsident
- Richard Ulbricht: von 1910 bis 1919
- Richard Kurt Mettig: von 1919 bis 1925
- Richard Kluge: von 1925 bis 1931
- Hermann Domsch: von 1931 bis 1936
- Walter Schmidt: von 1936 bis 1945
- Hans Reinige: 1945
- Max Barth: von 1945 bis 1950, anschließend Präsident der Reichsbahndirektion Berlin
- Hans Uhle: 1950/51, anschließend Präsident der Reichsbahndirektion Halle
- Wilhelm Gottschalk: von 1951 bis 1956, krankheitsbedingt abgelöst
- Günter Knobloch: von 1956 bis 1963
- Edgar Meier: von 1963 bis 1966
- Karl-Heinz Bürger: von 1966 bis 1970, vorher Präsident der Reichsbahndirektion Schwerin und Reichsbahndirektion Halle
- Werner Löscher: von 1970 bis 1980
- Hermann Demmler: von 1980 bis 1984
- Dieter Neumann: von 1984 bis 1990
- Rolf Weidig: 1990/91
- Hans-Jürgen Lücking: von 1991 bis 1993